# Великое сокращение
Великое сокращение (англ. Great Contraction) — термин, обозначающий период спада в первые годы Великой депрессии с 1929 по 1933 годы. Эта фраза была заглавием главы в знаковой книге 1963 года — «Монетарная история Соединённых Штатов» лауреата Нобелевской премии по экономике Милтона Фридмана и его коллеги-монетариста Анны Шварц. Эта глава была позже опубликована в виде отдельной книги под названием «The Great Contraction, 1929—1933» в 1965 году. Обе книги до сих пор печатаются издательством Принстонского университета. В некоторых изданиях в приложении включена речь главы ФРС Бен Бернанке, посвящённая Фридману:
Позвольте мне закончить свое выступление, слегка злоупотребив своим статусом официального представителя Федеральной Резервной Системы. Я хотел бы сказать Милтону и Анне: что касается Великой депрессии, то вы правы. Мы сделали то, о чём вы написали. Мы очень сожалеем. Но благодаря вам мы больше не будем так делать.
Фридман и Шварц утверждали, что Федеральная резервная система (под руководством председателей Роя Янга и Юджина Мейера) могла бы уменьшить тяжесть депрессии, но не смогла выполнить свою роль по управлению денежной системой и смягчению банковской паники.
Великое сокращение не следует путать с Великим сжатием, начавшимся около 1940 года, когда (по мнению некоторых экономистов, таких как Пол Кругман) экономическое неравенство уменьшилось благодаря прогрессивному налогообложению и другим мерам администрации Франклина Рузвельта.